# Girdauskas
Girdauskas ist ein litauischer männlicher Familienname, abgeleitet von girdėti, hören.

## Weibliche Formen
- Girdauskaitė (ledig)
- Girdauskienė (verheiratet)

## Namensträger
- Evaldas Girdauskas (* 1978), Kardiochirurg und Professor
- Saulius Girdauskas (* 1970), Autosportler und Politiker, Vizeminister